# Вулиця Чумаченка
Вýлиця Чумачéнка — одна з головних вулиць в Космічному мікрорайоні Комунарському районі міста Запоріжжя. Розпочинається від вулиці Космічної та закінчується біля Центральної лікарні Комунарського району вулицею Косою. Протяжність вулиці становить — 2,5 км, яку перетинають вулиці Європейська та Закарпатського Легіону. 
До вулиці Чумаченка прилучаються:
- Північнокільцева вулиця;
- Олімпійська вулиця;
- вулиця Ситова;
- вулиця Європейська;
- вулиця Закарпатського Легіону.

## Історія
Вулиця утворена наприкінці 1960-х років під первинною назвою Північна. 8 травня 1975 року перейменована на честь Героя Радянського Союзу (1944), сержанта, командира відділення роти автоматників 610-го стрілецького полку (203-а стрілецька дивізія, 12-а армія, 3-й Український фронт) Чумаченка Віктора Івановича (1924—1944). 
Віктор Чумаченко брав участь при визволенні Запоріжжя від німецьких загарбників, під час форсування Дніпра 25 жовтня 1943 року у селища Новий Кічкас. Загинув в бою 27 жовтня 1944 року. Похований у Запоріжжі.

## Забудова
Забудова представлена 5-ти, 9-ти та 14-ти поверховими будинками. Переважна більшість забудови відноситься до 1970—1980-х років.

## Будівлі та об'єкти
- буд. № 1 — Продовольчий магазин «Копійка»
- буд. № 5-А — Дитячий дошкільний виховний заклад № 172 «Кришталевий»
- буд. № 7-А — Ресторан «Раут»
- буд. № 13-А — Управління Пенсійного фонду України в Комунарському районі м. Запоріжжя[6]
- буд. № 13-Б — Загальноосвітня школа І-ІІІ ст. № 90
- буд. № 21 — КНП «Міська поліклініка імені 8 Березня»
- буд. № 21-А — КНП «Міська лікарня № 1» (колишня — Відділкова клінічна лікарня станції Запоріжжя II ДП «Придніпровська залізниця»)[7][8]
- буд. № 25-А — Комунарський відділ реєстрації фізичних осіб[9]
- буд. № 25-В — Олександрівський ринок[10]
- буд. № 25-Г — Кафе «Верона»
- буд. № 26-Б — Дитячий дошкільний виховний заклад «Олімпієць»
- буд. № 30 — Супермаркет АТБ (колишній — гастроном № 40)
- буд. № 32 — Районна адміністрація Запорізької міської ради по Комунарському району[11], Державний реєстратор відділу реєстрації у районній адміністрації Запорізької міської ради по Комунарському району
- буд. № 40 — КНП «Міська стоматологічна поліклініка № 7»[12]
- буд. № 49 — КНП «Центральна лікарня Комунарського району»[13].

Між вулицями Ситова та Європейською вздовж вулиці Чумаченка розташований центральний парк Космічного мікрорайону — парк імені Юрія Гагаріна.

## Транспортне сполучення
Вулицею Чумаченка прямують автобусні маршрути, що сполучають з центром міста та Верхньою Хортицею, Бородінським, Осипенківським, Південним та Шевченківським мікрорайонами.
22 вересня 1981 року вулицею Чумаченка відкритий тролейбусний маршрут № 14, що сполучив Космічний мікрорайон з центром міста та Набережною. В цьому ж році був відкритий і тролейбусний маршрут № 15, який курсував до залізничного вокзалу Запоріжжя II (скасований у березні 2002 року). З 2000 до 2010 років вулицею курсував тролейбусний маршрут № 5. 
На теперішній час залишився лише тролейбусний маршрут № 14, маршрут який подовжено від старої кінцевої зупинки Вулиця Чумаченка (біля будинку № 23) до Сімферопольського шосе (кінцева зупинка тролейбусного маршруту № 8).
Вулицею Чумаченка з 22 червня 2018 року курсує муніципальний автобусний маршрут № 59, який практично дублює тролейбусний маршрут № 14. 7 травня 2019 року відкрито муніципальний автобусний маршрут № 94, що з'єднав Космічний мікрорайон з Шевченківським районом

## Галерея

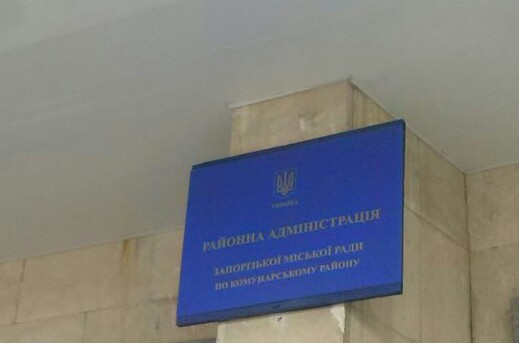
Районна адміністрація ЗМР по Комунарському району
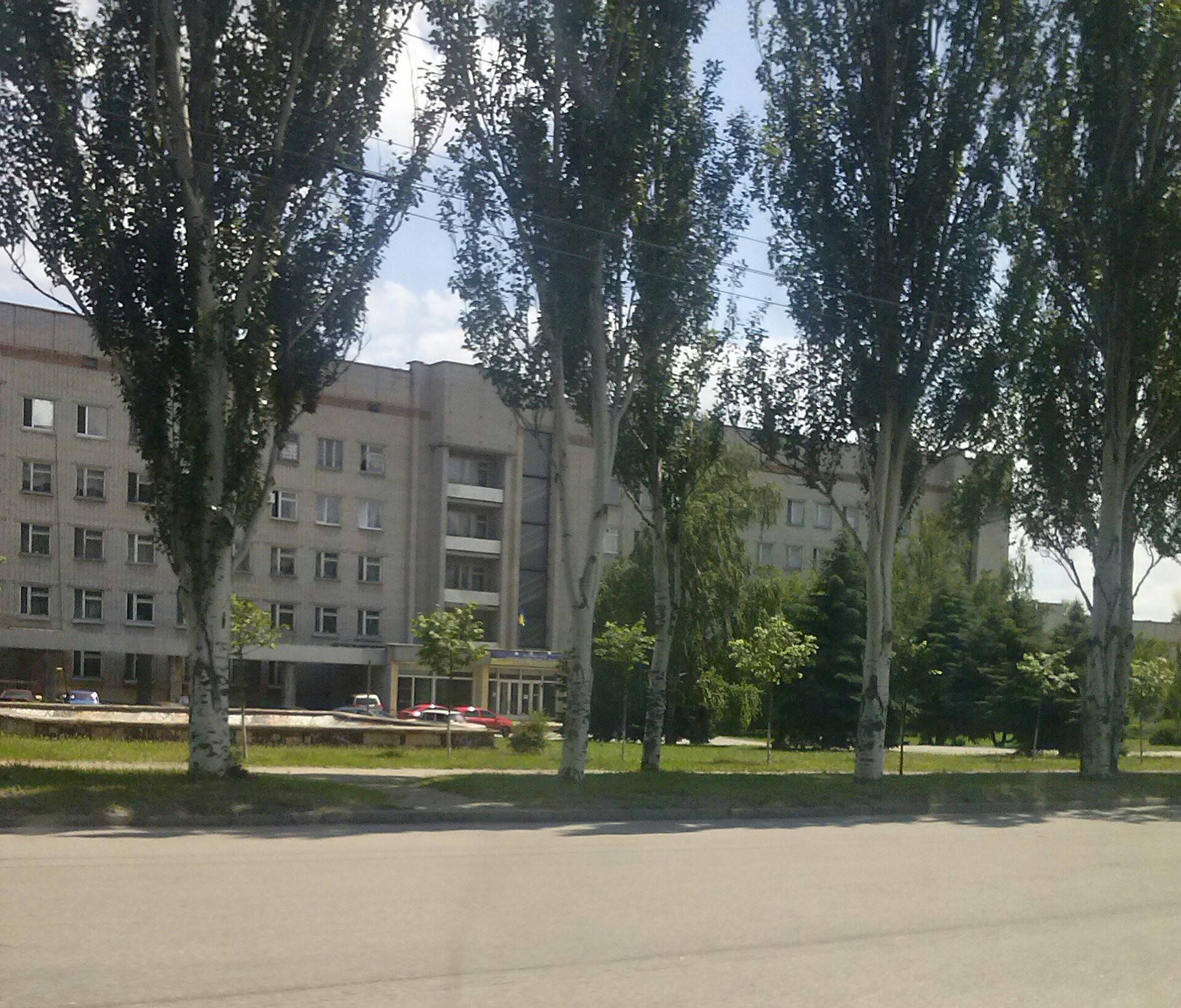
КНП «Перша муніципальна лікарня»
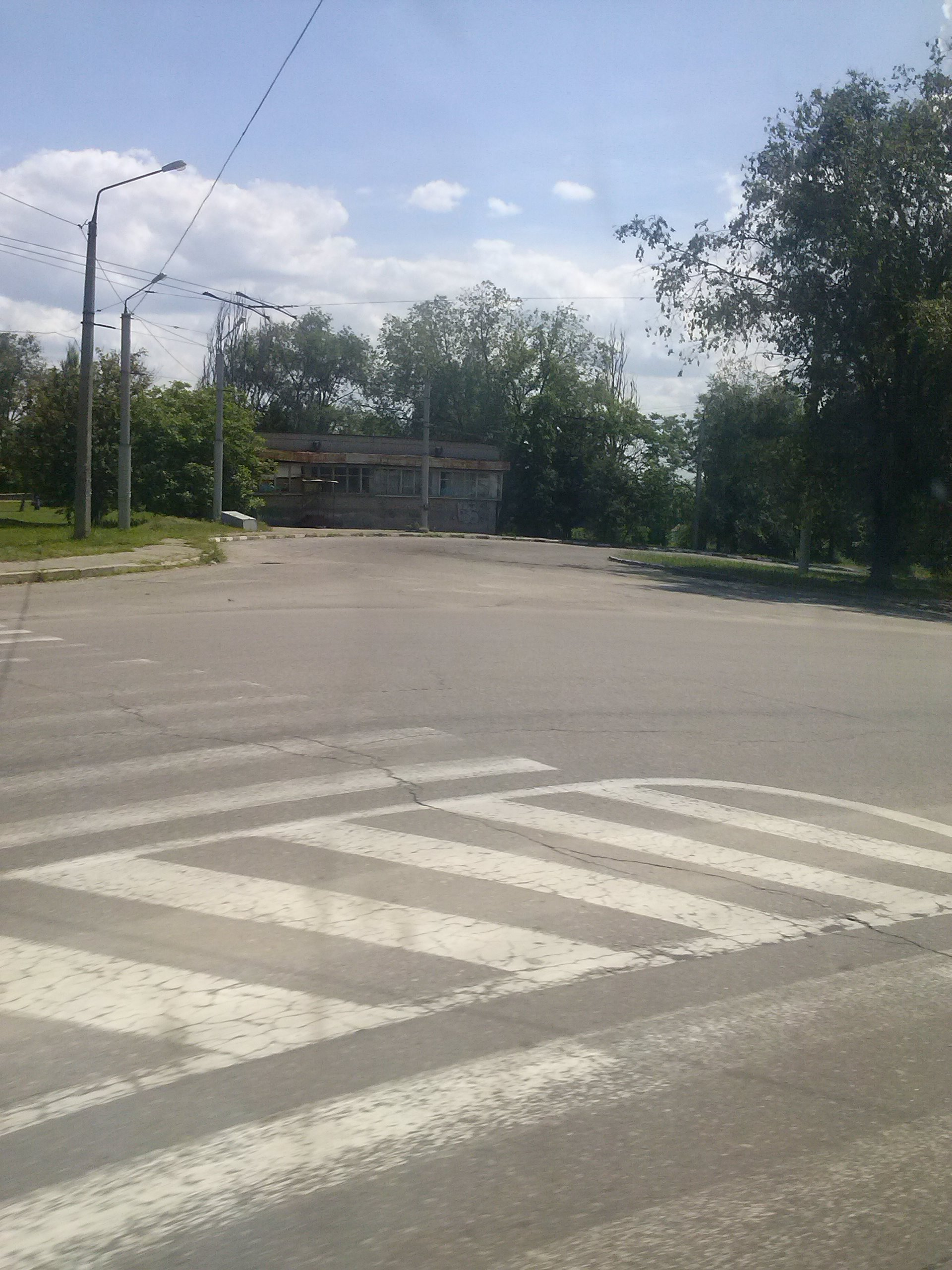
Кінцева зупинка автобусного маршруту № 59
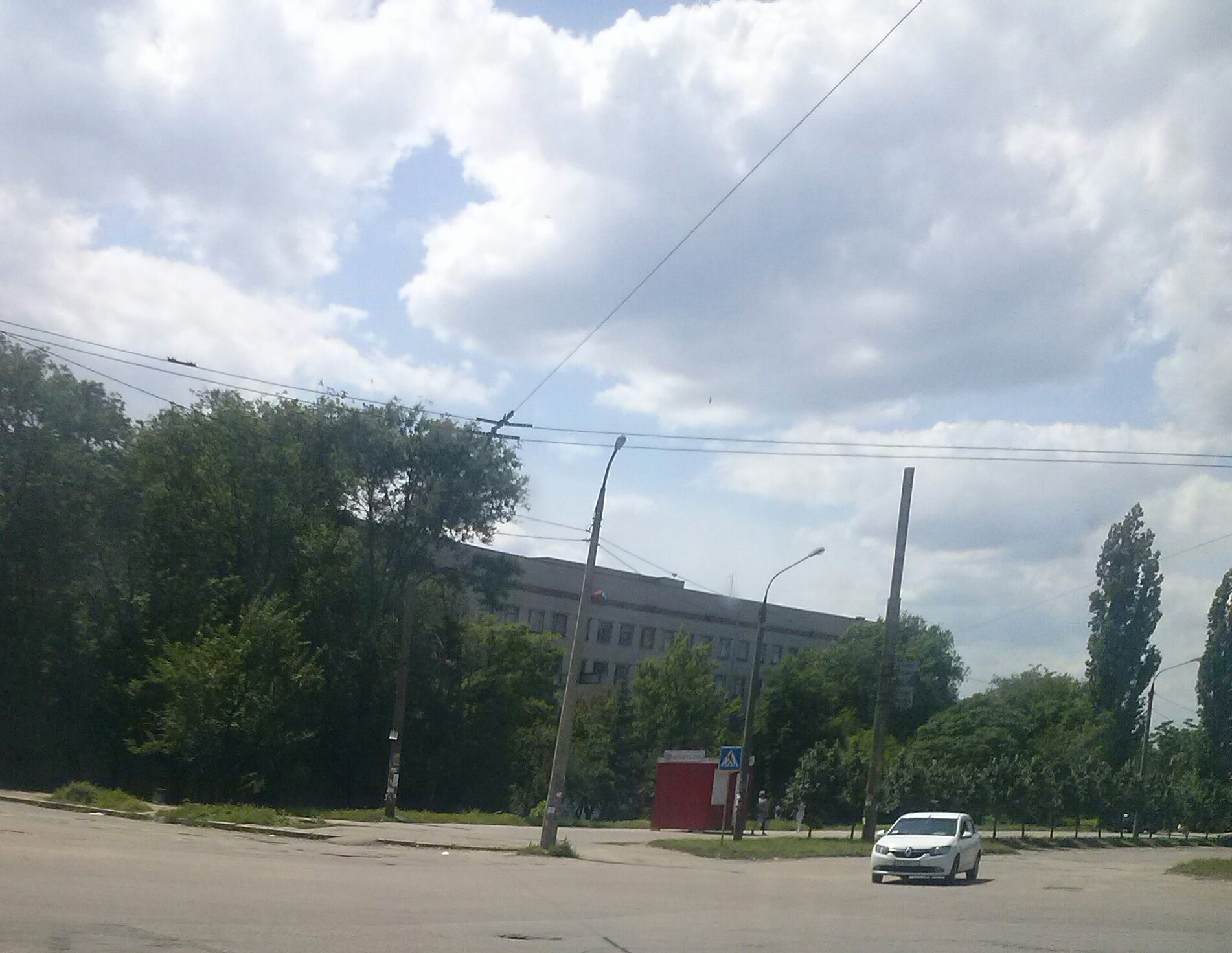
Вулиця Чумаченка, 49